# باشگاه ورزشی گوییاس
گوییاس (پرتغالی: Goiás) باشگاه ورزشی برزیلی است که بیشتر به خاطر تیم فوتبالش شناخته می‌شود و در گویانیا، پایتخت ایالت گوییاس، واقع شده‌است. گوییاس ۲ بار قهرمان سری بی برزیل شده است.
از بازیکنان این تیم می‌توان به رافائل گوزو، گیلرمه کوستا مارکز، آپودی و برونو ملو اشاره کرد.

## افتخارات
قهرمانی گویانو (۲۸): 1966, 1971, 1972, 1975, 1976, 1981, 1983, 1986, 1987, 1989, 1990, 1991, 1994, 1996, 1997, 1998, 1999, 2000, 2002, 2003, 2006, 2009, 2012, 2013, 2015, 2016, 2017, 2018
کوپا ورده (۱): ۲۰۲۳
جام مرکز-غرب (۳): ۲۰۰۰، ۲۰۰۱، ۲۰۰۲